# Реча (Страшенський район)
Реча (рум. Recea) — село у Страшенському районі Молдови. Утворює окрему комуну.

## Населення
За даними перепису населення 2004 року у селі проживали 2633 особи.
Національний склад населення села:
| Національність       | Кількість осіб | Відсоток   |
| -------------------- | -------------- | ---------- |
| молдавани румуни     | 2523 81        | 95,8% 3,1% |
| росіяни              | 13             | 0,5%       |
| українці             | 7              | 0,3%       |
| болгари              | 3              | 0,1%       |
| гагаузи              | 1              | < 0,1%     |
| цигани               | 1              | < 0,1%     |
| інша / без відповіді | 4              | 0,2%       |
| Всього               | 2633           | 100%       |